# Csilin
Csilin Kína egyik északkeleti tartománya.

## Történelem
Ez a terület sokáig nem számított Kína részének. Különböző koreai királyságok terjesztették ki rá hatalmukat. Kínával először a hódító nomád népek révén került egy államba. Így uralkodott területén a dzsürcsen Csin-dinasztia, majd a mongol Jüan-dinasztia. A mandzsu Csing-dinasztia idején a terület katonai kormányzójának hatalma a Japán-tengerig terjedt, tehát magába foglalta a mai orosz Tengermelléki határterületet is. A han kínaiak bevándorlását szigorúan korlátozták.
A Csing-dinasztia 1860-ban kénytelen volt átadni a Tengermelléket Oroszországnak. Ekkor engedélyezték kínaiak számára a nagyobb arányú betelepülést. A 20. század elejére már kínai volt a lakosság túlnyomó többsége.
1932-ben a tartomány területe része lett Mandzsukuo japán bábállamnak. A második világháború végén a Szovjetunió Vörös Hadserege szállta meg. A volt Mandzsukuo más részeihez hasonlóan a szovjetek itt is a kínai kommunistáknak adták át a hatalmat, akik Mandzsúriából kiindulva meghódították egész Kínát a kínai polgárháborúban.
A mai tartomány határait 1950-ben vonták meg. A kulturális forradalom idején további területeket csatoltak hozzá Belső-Mongóliából, de ezeket később visszaadták Külső-Mongóliának.
A tartomány fontos nehézipari központ. Abban az időben is súlyos gazdasági nehézségekkel küzdött, amikor Kína többi területén gyors fejlődést éltek át.

## Népesség
| 2010 | 27 462 297 |
| 2020 | 24 073 453 |